# Pontos conspícuos
Pontos conspícuos são formas no terreno, linha de costa, na paisagem, etc, que se distinguem facilmente e de forma clara de outras formas na linha de visão do observador.
Na navegação estes pontos são fundamentais na navegação visual, pois é através deles que se determina se se está a avançar na direcção certa.
Um exemplo de um ponto conspícuo é por exemplo a torre de uma igreja no meio de um casario, ou um farol no topo de um cabo, que são visíveis a vários quilómetros ou milhas de distância, sem hipótese de se os tomar por outros.